# Metal Gear Solid: Peace Walker
 (mars 2017).
Si vous disposez d'ouvrages ou d'articles de référence ou si vous connaissez des sites web de qualité traitant du thème abordé ici, merci de compléter l'article en donnant les références utiles à sa vérifiabilité et en les liant à la section « Notes et références ».
Metal Gear Solid: Peace Walker est un jeu vidéo d'action-infiltration développé par le studio Kojima Productions et édité par Konami sur PlayStation Portable en 2010.

## Scénario
Le jeu se déroule en 1974,  l'action se situe au Costa Rica, avec Big Boss comme protagoniste. Lorsqu'une force militaire inconnue fait passer des ogives nucléaires non autorisées au Costa Rica, la nation sans armée doit se tourner vers l'armée mercenaire de Big Boss, qui donnera un jour naissance à Outer Heaven. Pour ce faire, une utilisation du célèbre Metal Gear est indispensable, ceci permettra de mettre le monde aux pieds des occupants cubains.

## Système de jeu
Le jeu propose un gameplay coopératif, tournant autour de quatre Big Boss identiques. Plusieurs actions peuvent avoir lieu lorsque deux « Snake » sont côte à côte mutuellement. 'Snake-in' permet à un joueur de tenir un autre qui avance et qui le guide, leur permettant également de viser et de tirer sur les ennemis. D'autres actions coopératives incluent: tenir les portes (qui se ferment automatiquement) pendant que les autres Big Boss passent, ranimer ses camarades tombés, partager son inventaire et marquer les ennemis que les autres joueurs ne peuvent pas voir. Il y a un système de Close Quarters Combat et d'évacuation ainsi que la possibilité de se déplacer tout en restant accroupi. La boîte en carton (symbole culte du jeu), utilisée pour ôter les soupçons des soldats ennemis a maintenant différentes variations, avec l'inclusion du carton « Love » et un autre carton en forme de tank, permettant de s’infiltrer plus facilement. Ils peuvent également être sortis de l'inventaire et utilisés comme petite plate-forme pour atteindre des zones plus élevées, utiles pour localiser les postes de sniper et autres points de vue.
Une vidéo de neuf minutes a été montrée au Gamescom, qui a fortement insisté sur son jeu coopératif (le terme Co-Op a été utilisé fréquemment, bien évidemment mis en miroir sur son prédécesseur Metal Gear Solid: Portable Ops).
Le système devrait connaître deux modes de jeu. Le premier, "Shooting mode", devrait être proche du système de contrôle de Metal Gear Solid 4: Guns of the Patriots, tandis que le second, "Action Mode", s'apparente davantage à celui de Metal Gear Solid: Portable Ops.
Le recrutement de soldats est de nouveau au cœur du jeu. L'augmentation du nombre de soldat permet d'accéder à de nouvelles zones de la base mère.
Un indicateur de camouflage, similaire à Metal Gear Solid 3: Snake Eater, fait son apparition.
Grâce aux soldats recrutés, il est possible de développer de nouvelles armes et équipement, ce qui à certains moments du jeu est obligatoire.

## Personnages
- Big Boss : le héros de l'Operation Snake Eater de 1964, désormais Leader de Militaires Sans Frontières.
- Master Miller / Kazuhira Miller : assistant de Snake et Sous-Commandant de MSF.
- Amanda : membre des sandinistas FSLN. Chez les fans, les rumeurs courent qu'elle serait la mère de Meryl Silverburgh, étant donné leurs ressemblances.
- Chico : le jeune frère d'Amanda.
- Huey Emmerich : Scientifique concepteur de Metal Gear et père d'Otacon et d'Emma.
- Paz : une jeune fille qui croit en la paix et qui vient requérir l'aide de Snake.
- Cécile : une jeune ornithologue française ressemblant fortement à EVA.
- Coldman : membre de la CIA qui a chargé Huey de concevoir une arme de dissuasion nucléaire nouvelle: le Metal Gear Peace Walker.
- Galvez/Vladimir Zadornov : professeur de Paz, Snake découvre qu'il appartient au KGB.
- Strangelove : femme scientifique conceptrice du Metal Gear Peace Walker et qui voue une admiration à The Boss, (Note: elle ressemble beaucoup à Olga Gurlukovich).

## Équipement
Les différentes bandes-annonces ont permis de découvrir l'équipement dont disposera Big Boss pour sa mission. Si l'armement reste globalement identique à celui des deux précédents épisodes, certaines nouveautés sont notables. C'est ainsi le cas d'un Stealth Gun permettant à la cible de devenir invisible ou d'un Analyseur permettant de scanner les ennemis. Enfin, une arme permettant de faire apparaitre une image de Snake en carton, afin de distraire les ennemis, fait son apparition.
On retrouve également le système de récupération Fulton, déjà présent dans Metal Gear Solid: Portable Ops Plus, qui cette fois sert à capturer des soldats inconscients.
Plusieurs objets font leur retour. C'est le cas d'une couverture qui permet au personnage de devenir invisible (cette couverture était déjà apparue dans Metal Gear 2: Solid Snake). On retrouve, étonnamment, également le radar Soliton (inventé par Mei Ling), déjà apparu dans Metal Gear Solid, Metal Gear Solid: The Twin Snakes, et Metal Gear Solid 2: Sons of Liberty et Substance.

## Développement
Le jeu a été confirmé comme un élément à part entière de la série Metal Gear, et comme une vraie suite de Metal Gear Solid 3: Snake Eater, lors de la conférence de presse de Sony à l'E3 2009,. Il sera écrit, réalisé et produit par Hideo Kojima, et développé par l'équipe qui avait créé Metal Gear Solid 4: Guns of the Patriots. Les vidéos du jeu présentée par le développeur laissent sous-entendre un mode de jeu basé sur la coopération.

## Réédition
- 2012 - PlayStation 3 et Xbox 360 dans la compilation Metal Gear Solid: HD Collection.